# Davenport Range
Davenport Range är en bergskedja i Australien. Den ligger i territoriet Northern Territory, omkring 1 000 kilometer sydost om territoriets huvudstad Darwin.
Omgivningarna runt Davenport Range är i huvudsak ett öppet busklandskap. Trakten runt Davenport Range är nära nog obefolkad, med mindre än två invånare per kvadratkilometer. Genomsnittlig årsnederbörd är 372 millimeter. Den regnigaste månaden är februari, med i genomsnitt 72 mm nederbörd, och den torraste är augusti, med 1 mm nederbörd.